# Pandorum
Pour plus de détails, voir Fiche technique et Distribution.
Pandorum est un film de science-fiction et d'horreur américano-germanique réalisé par Christian Alvart, sorti en 2009.

## Synopsis
Le lieutenant Payton et le caporal Bower, deux membres du vaisseau spatial Elysium, se réveillent après un long voyage en hyper-sommeil. Ils ne se rappellent ni leur identité, ni leur mission. Enfin, ils se souviennent qu'ils font partie d'un transport de 60 000 personnes dont la mission, après 123 ans de voyage, est de créer une colonie sur une autre planète habitable : Tanis.
Ils se rendent compte que le réacteur nucléaire nécessite d'urgence une intervention manuelle. Bower, ingénieur mécanicien, prend alors la direction de la salle du réacteur, guidé par radio par Payton. Il est attaqué en chemin par Nadia, seule survivante de l'équipe de développement biologique. Sa mission est d'acclimater des espèces terriennes sur la nouvelle planète. Bower découvre également l'existence d'étranges créatures humanoïdes cannibales qui chassent les humains à l'intérieur du vaisseau. Puis il rencontre Manh, agriculteur vietnamien, qui lui sauve la vie.
Plus loin ils croisent Leland qui, avant d'essayer de les tuer, leur apprend que la Terre a été détruite et que les occupants du vaisseau sont les derniers représentants de l'humanité. Le caporal Gallo, un membre de l'équipe de quart qui a reçu le dernier message provenant de la Terre, est devenu fou et a tué les autres membres éveillés. Il est ainsi devenu seul maître à bord d'Elysium. Souffrant d'un délire paranoïaque consécutif à un long séjour dans l'espace (syndrome Pandorum), il a sorti des personnes de leur hyper-sommeil afin de les torturer et les faire s'entre-tuer, avant de retourner en hibernation en les abandonnant à leur sort. Les passagers ayant tous, au départ, reçu une injection d'enzyme destinée à aider leur métabolisme à s'adapter aux conditions de Tanis, les descendants de ces personnes ont muté pour devenir les créatures cannibales.
Après avoir échappé à leurs poursuivants et relancé le réacteur, Bower et Nadia rejoignent Payton. Ils réalisent qu'ils sont déjà sur Tanis, et que le vaisseau gît au fond de l'océan depuis 800 ans. Pendant qu'ils affrontent Payton (en fait Gallo), Bower, victime du Pandorum, brise une fenêtre, provoquant l'inondation du vaisseau. L'évacuation est déclenchée, le couple parvient alors à gagner la surface en navette de secours, avec un millier d'autres rescapés.

## Fiche technique
- Titre : Pandorum
- Réalisation : Christian Alvart
- Scénario : Travis Milloy, d'après une histoire de Travis Milloy et Christian Alvart
- Direction artistique : Cornelia Ott et Ralf Schreck
- Musique : Michl Britsch et Florian Tessloff
- Décors : Richard Bridgland
- Costumes : Ivana Milos
- Photographie : Wedigo von Schultzendorff
- Montage : Philipp Stahl et Yvonne Valdez
- Casting : Ana Dávila et Randi Hiller
- Production : Paul W. S. Anderson, Jeremy Bolt (en), Robert Kulzer et Martin Moszkowicz
  - Production déléguée : Dave Morrison
  - Production exécutive : Astrid Kühberger
- Société de production : Constantin Film Produktion et Impact Pictures
- Distribution :
  - États-Unis : Overture Films
  - Canada : Alliance Atlantis Communications
  - Allemagne : Constantin Film Verleih
  - Suisse : Monopole-Pathé
  - France : SND[1]
- Budget : 33 millions $US[2]
- Pays de production : États-Unis, Allemagne
- Langue : anglais
- Format : couleur - Format 35 mm[3] - DTS - Dolby Digital - SDDS
- Genre : science-fiction, horreur, thriller
- Durée : 109 minutes
- Dates de sortie :
  - États-Unis, Canada : 25 septembre 2009
  - France, Suisse romande : 30 septembre 2009
  - Allemagne : 1er octobre 2009
  - Royaume-Uni : 2 octobre 2009
  - Belgique : 2 décembre 2009
  - déconseillé aux moins de 12 ans.

## Distribution
- Ben Foster (VF : Donald Reignoux et VQ : Louis-Philippe Dandenault) : le caporal Bower
- Dennis Quaid (VF : Bernard Lanneau et VQ : Jean-François Blanchard) : le lieutenant Payton
- Cam Gigandet (VF : Pascal Grull et VQ : Philippe Martin) : Gallo
- Antje Traue (VF : Aurore Bonjour et VQ : Mélanie Laberge) : Nadia
- Cung Le (VF : Nathanel Alimi et VQ : Marc-André Bélanger) : Manh
- Eddie Rouse (VF : Julien Kramer) : Leland
- Norman Reedus (VF : Bruno Guillon et VQ : Patrice Dubois) : Shepard
- Wotan Wilke Möhring : le père
- Delphine Chuillot : la mère
- Yangzom Brauen : le lieutenant en second Elysium
- Niels-Bruno Schmidt : le lieutenant en second Eden
- Friederike Kempter : Evalon
- André Hennicke
- Jeff Burrell : l'officier Eden Trapped
- Asia Luna Mohmand

Légende : Version Française (VF) ; Version Québécoise (VQ).

## Production

### Attribution des rôles
Le casting a été effectué par Randi Hiller et Sarah Halley Finn

### Tournage
Le tournage débute le 11 août 2008.

#### Lieux du tournage
Pandorum est tourné en Allemagne, à Berlin, dans les studios Babelsberg. De nombreuses productions internationales y ont été tournées récemment, comme Le Pianiste, V pour Vendetta, Walkyrie, Inglourious Basterds, Ninja Assassin et  The Ghost Writer en 2010. De plus, l'infrastructure y est parfaitement adaptée pour accueillir un tournage.
Les producteurs du film souhaitaient que les décors aient une profondeur suscitant un sentiment de vertige. Le lieu de tournage avait son importance dans l'intrigue car les auteurs du film voulaient que le spectateur ressente les dimensions énormes du vaisseau censé accueillir jusqu'à 60 000 passagers. La production a donc choisi de tourner au studio de Babelsberg et dans une centrale électrique désaffectée de Berlin .

## Autour du film
- Le contexte du film présente certaines similitudes avec les jeux vidéo System Shock 2 ou encore Dead Space[réf. nécessaire].
- Selon le réalisateur Christian Alvart, Pandorum fera l'objet de deux suites pour obtenir une trilogie[8].

## Réception
Bien que produit par Paul W.S. Anderson (réalisateur d' Event Horizon, de Resident Evil et d' Alien vs. Predator), Pandorum n'a pas obtenu de succès critique et public lors de sa sortie en salles.

### Critiques
Pandorum a reçu pour la plupart des critiques négatives dans les magazines des pays anglophones. Le site Rotten Tomatoes lui attribue 28 % de notes attribuées pour une note moyenne de 4.2⁄10 dans la catégorie All Critics et 40 % de notes attribuées pour une note moyenne de 4.5⁄10 dans la catégorie Top Critics. Le site Metacritic octroie à Pandorum une moyenne de 28⁄100, basée sur 13 critiques (2 positives, 2 mitigées, 9 négatives).
En France, l'opinion varie selon les revues de presse. Allociné, ayant recensé les critiques presse, lui attribue une note moyenne de 2.9⁄5, fondée sur trois critiques positives, 2 critiques mitigées et 1 critique négative.
Néanmoins, Pandorum semble être apprécié par le public, car le film obtient la note de 6.8⁄10 sur IMDb, basée sur plus de 34 500 votes

### Box-office
Doté d'un budget de 33 millions de dollars, Pandorum n'a pas réussi à dépasser son budget. Aux États-Unis, son exploitation au cinéma débute à la 5e place avec 5 895 780 $. Le film chute dans le bas du classement au fil des semaines pour finir avec 10 330 853 $ en huit semaines.
En France, sorti dans 87 salles, combinaison de salles assez faible, le film enregistre 33 540 entrées.
Dans le monde, Pandorum a récolté 20 635 059 $.